# Eleanor Marx
Eleanor Marx (Londres, 16 de enero de 1855-ibídem, 31 de marzo de 1898), a veces llamada Eleanor Aveling y conocida por su familia como Tussy, fue la precursora del feminismo  socialista, socialista y autora marxista británica y alemana, hija menor de Karl Marx. En marzo de 1898, tras descubrir que Edward Aveling, su socio y destacado marxista británico, se había casado en secreto con una joven actriz, se suicidó con cianuro a los 43 años de edad. Fue importante en el mundo del arte y  la cultura. De igual manera se dice que fue una importante feminista que encabezó marchas y abogó por los trabajadores  
Feminista, socialista y sindicalista, estudiosa de Shakespeare, traductora de Flaubert y de Ibsen al inglés, Eleanor Marx fue prácticamente olvidada durante el siglo XX. Eclipsada por la figura monumental de su padre, su historia se tiñó también con su trágica muerte: en 1898, eventualmente tras discutir con Edward Aveling, el hombre que había sido su pareja por 14 años, se suicidó.

## Biografía

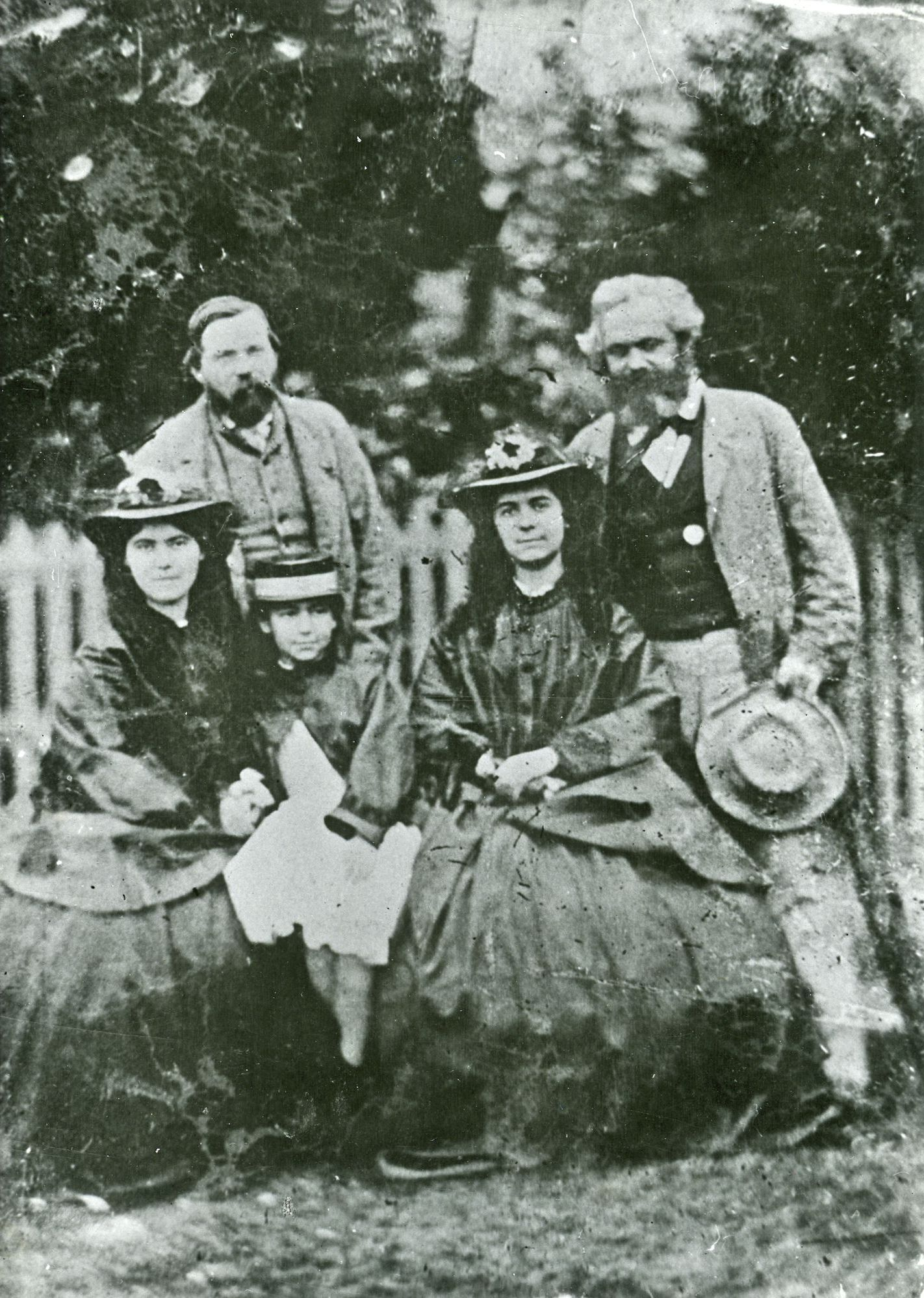
Eleanor Marx (en el medio) con sus dos hermanas Jenny Longuet, Laura Marx, su padre Karl Marx y amigo Friedrich Engels (c. 1860).

Eleanor Marx, fue la menor de los hijos del filósofo y economista Karl Marx y la escritora y pensadora política Johanna Bertha Julie von Westphalen. Educada en su casa, llegó a dominar el francés y el alemán además del inglés y con el paso del tiempo se convirtió en la secretaria de su padre.
La familia la llamó "Tussy" desde muy joven. Mostró un temprano interés en la política, incluso escribiendo a figuras políticas durante su infancia. El ahorcamiento de los "Mártires de Mánchester" cuando tenía doce años, por ejemplo, la horrorizó y sintió simpatía de por vida por los Fenianos. 

En casa de Eleanor Marx toda la familia leía obras de historia, filosofía, las obras de Darwin, escritos de Hegel, Rousseau y Fourier, novelas de Balzac y Dickens, la poesía de Goethe. La narración de historias de su padre también inspiraron su interés en la literatura. Ella prefería a William Shakespeare entre todas las lecturas y podía recitar pasajes de sus obras a la edad de tres años, despertando así su amor por el teatro.

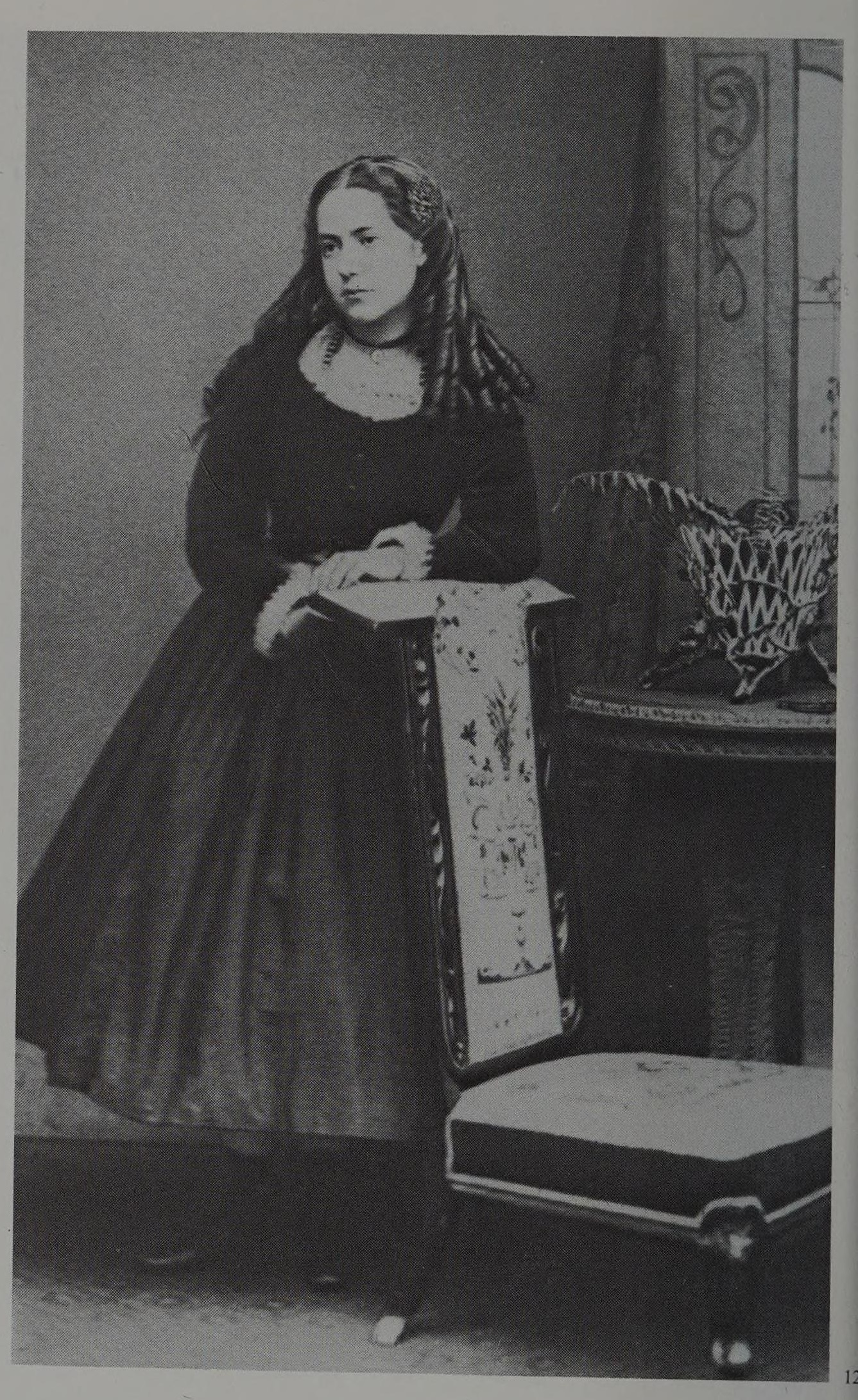
Eleanor Marx durante su infancia.

En su adolescencia este amor por Shakespeare llevó a la formación del "Club Dogberry" en el que ella, su familia y la familia de Clara Collet, recitaban a Shakespeare mientras su padre observaba. A los nueve años, escribía cartas a Abraham Lincoln, y a sus 13 años era una feniana. A los 15 años dejó de ir a la escuela, siendo educada en el hogar por sus "dos padres", Marx y Engels
Mientras Karl Marx escribía su gran obra Das Kapital en la casa familiar, su hija menor actuaba en su estudio. El padre inventó y narró una historia para su hija basada en un antihéroe llamado Hans Röckle. Ella contó que esta fue una de sus historias favoritas de la infancia. La historia es significativa porque ofrecía a Tussy lecciones a través de la alegoría de la crítica de Marx a la economía política que estaba escribiendo en El Capital.
De adulta, Eleanor estuvo involucrada en la traducción y edición de los volúmenes de Das Kapital. También editó las conferencias de Marx Salario, precio y ganancia y Trabajo asalariado y capital, que se basaban en el mismo material, en libros.
La biógrafa de Eleanor Marx, Rachel Holmes, escribe: "La intimidad de la infancia de Tussy con Marx mientras escribía el primer volumen de Das Kapital le proporcionó una profunda base en la historia económica, política y social británica. Tussy y El Capital crecieron juntos". Eleanor tenía buena relación con su padre durante su infancia. El vínculo era tan estrecho que Karl Marx dijo una vez: "Tussy soy yo".

## Trayectoria

### Primeros años
A los dieciséis años, Eleanor Marx empezó a militar activamente en Londres, participando en la organización del Congreso de la Asociación Internacional de Trabajadores y en el comité de ayuda a los refugiados de la Comuna de París. Se convirtió en la secretaria de su padre y lo acompañó por todo el mundo a conferencias socialistas. Un año más tarde, se enamoró de Prosper-Olivier Lissagaray, periodista y participante de la Comuna de París, que había huido a Londres tras la supresión de la Comuna. Karl Marx desaprobaba la relación por la diferencia de edad entre ambos, ya que Lissagaray tenía 34 años. 

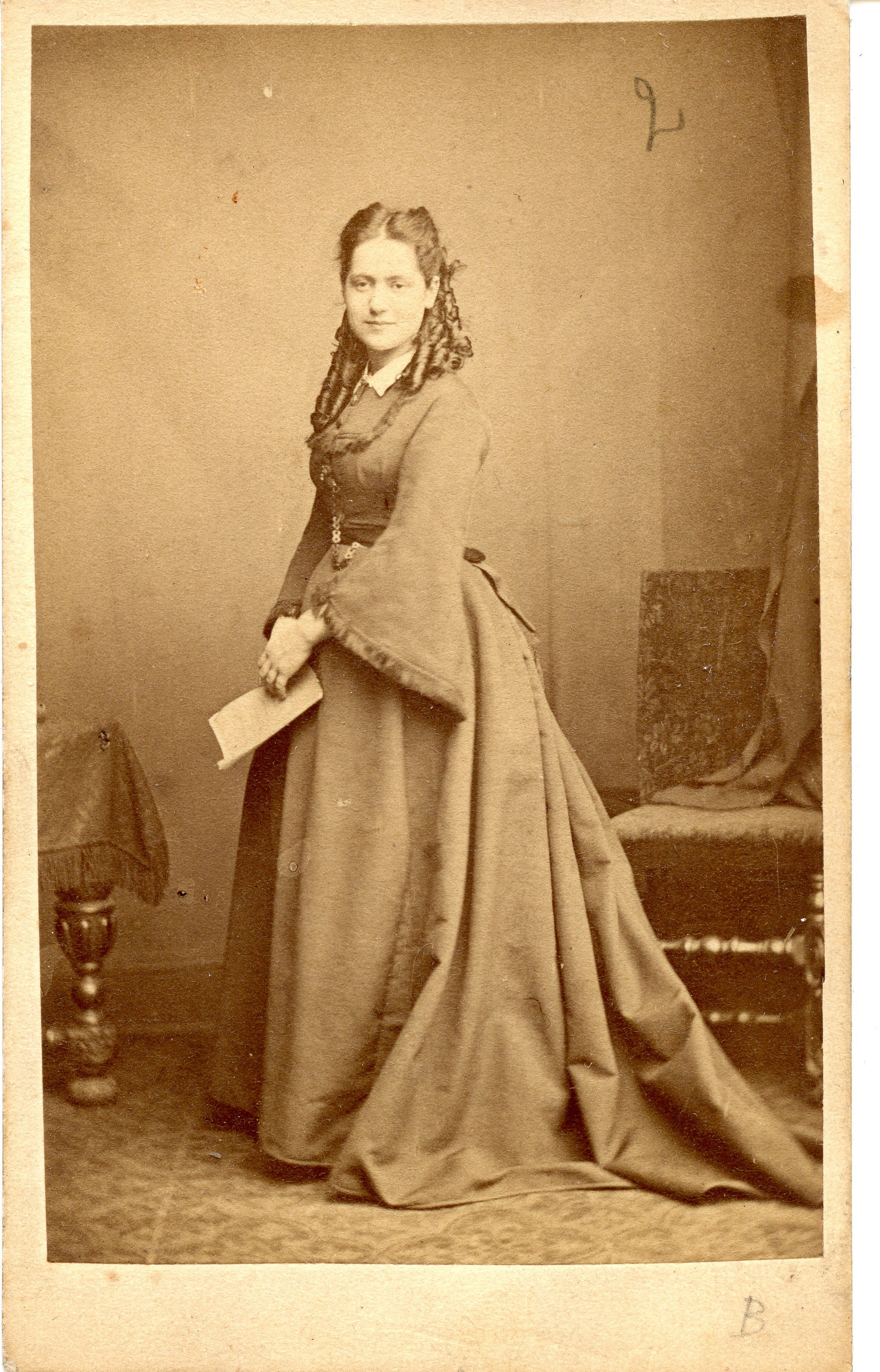
Eleanor Marx (c. 1870)

En mayo de 1873, con 18 años quiso independizarse y se mudó a Brighton donde trabajó de profesora en una academia de mujeres. Esta situación no duró mucho y regresó a Londres en septiembre de 1873. Continuó con su activismo -que nunca lo dejó- y participó en los debates sobre Irlanda, los intentos de formación de un partido socialista independiente y la campaña de amnistía para los comuneros.
En 1876 ayudó a Lissagaray a escribir la Historia de la Comuna de 1871, y más tarde la tradujo al inglés.
A principios de 1880, tuvo que cuidar de sus padres ancianos, pero su madre murió en diciembre de 1881. A partir de agosto de 1882 también cuidó a su joven sobrino Jean Longuet durante varios meses, aliviando la carga de su hermana mayor, Jenny Longuet, que murió en enero de 1883 de cáncer de vejiga.
Tras la muerte de su padre, en 1883, empieza a trabajar junto a Engels para preservar su legado, sus manuscritos y su correspondencia. Eleanor Marx y Edward Aveling, supervisados por Friedrich Engels, prepararon la primera edición en inglés del volumen I de Das Kapital, publicado en 1887. A la muerte de Engels en 1895, clasificaron y almacenaron juntos los extensos documentos de su padre.

### Carrera
En 1884, se unió a la Federación Social Demócrata dirigida por Henry Hyndman y fue elegida para entrar en su ejecutiva, empleando parte de su tiempo en dar conferencias sobre socialismo. Ese mismo año llegaría a ser una de los fundadores de la Liga Socialista (formación rival de la Federación) al igual que su pareja en aquel entonces, Edward Aveling.
Eleanor Marx colaboró con Engels leyendo y discutiendo los borradores del libro El origen de la familia, la propiedad privada y el Estado (1884), obra pionera del feminismo socialista. Posteriormente publicó junto a Edward Aveling, su propio trabajo: La cuestión de la mujer, un punto de vista socialista. Ella defendió que la lucha por la emancipación de las mujeres solo podía lograrse en el socialismo, y que esta es un prerrequisito para aquel.

### Liga Socialista

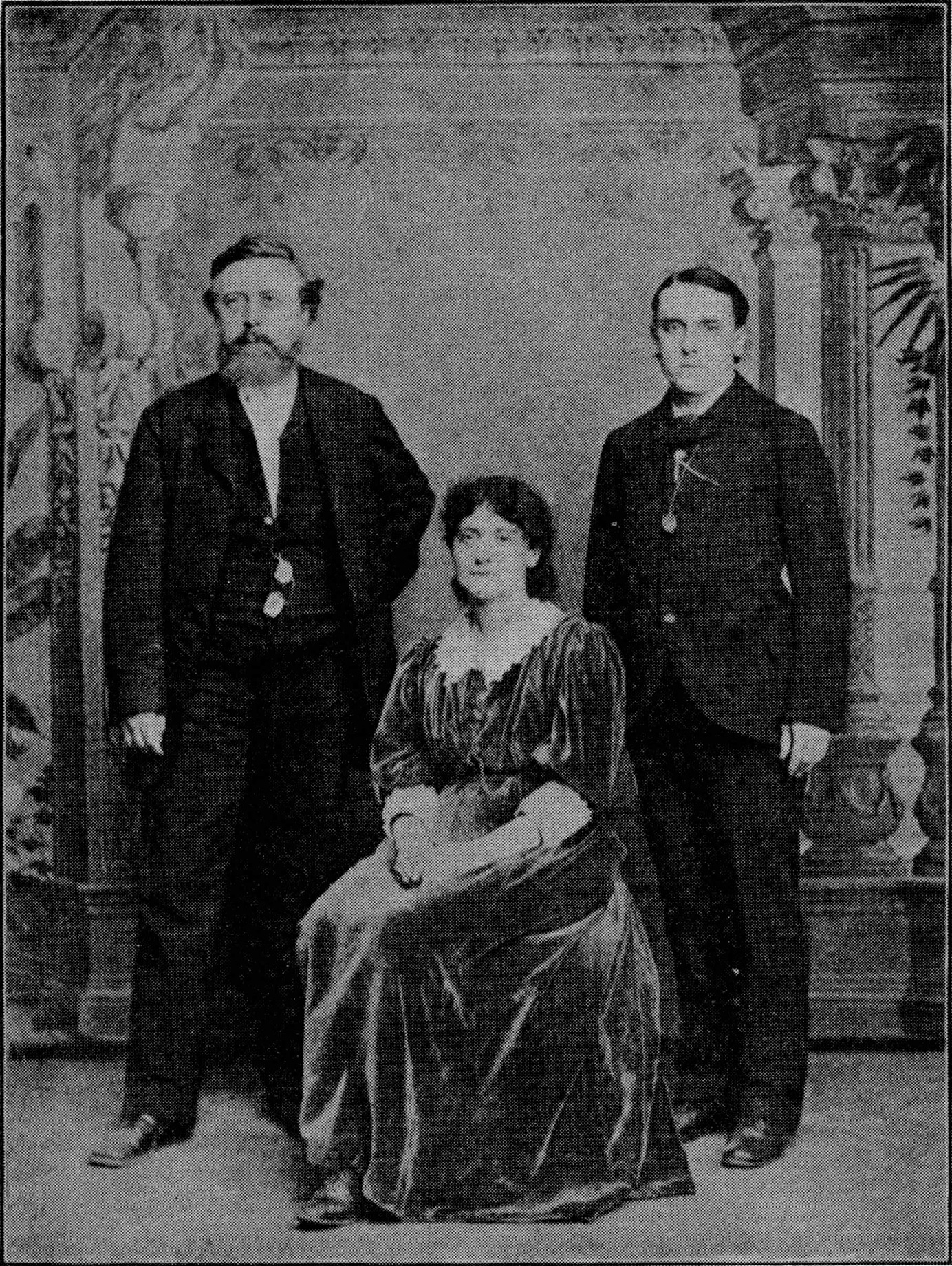
Eleanor Marx (centro) con Wilhelm Liebknecht (izquierda) y Edward Aveling (derecha) fotografiados en Nueva York durante su gira por América en 1886.

En 1885, después de una amarga polémica, hubo una división en la organización. Eleanor Marx y otras personas dejaron el SDF, y fundaron la Liga Socialista rival.
La escisión tenía dos causas fundamentales: problemas de personalidad, ya que Hyndman fue acusado de dirigir el SDF de forma dictatorial, y desacuerdos sobre el tema del internacionalismo. En este punto Hyndman fue acusado por Marx, entre otros, de tendencias nacionalistas. Por ejemplo, se oponía a la idea de Marx de enviar delegados al Partido de los Trabajadores francés calificando la propuesta de "maniobra familiar", ya que la hermana de Eleanor Marx, Laura, y su marido Paul Lafargue eran miembros de ese partido. Por lo tanto, tanto Marx como Aveling se convirtieron en miembros fundadores de la Liga Socialista, cuyo miembro más destacado era William Morris.
Otros líderes de la Liga Socialista fueron Ernest Belfort Bax, Sam Mainwaring y Tom Mann, estos dos últimos representantes de la clase obrera. Annie Besant también era un miembro activo. Marx escribía una columna regular llamada "Registro del Movimiento Revolucionario Internacional" para el periódico mensual de la Liga Socialista, Commonweal.
En 1884, Marx conoció a Clementina Black, escritora y sindicalista, y se involucró en la Liga de Sindicatos de Mujeres. Ella continuaría apoyando numerosas huelgas, incluyendo la huelga de Bryant & May de 1888 y la huelga de los muelles de Londres de 1889. Habló con los huelguistas de Silvertown en una reunión abierta en noviembre de 1889 junto con sus amigas Edith Ellis y Honor Brooke. Ayudó a organizar el Sindicato de Trabajadores del Gas y escribió numerosos libros y artículos.
En 1885, ayudó a organizar el Congreso Socialista Internacional en París. Al año siguiente, recorrió los Estados Unidos junto con Aveling y el socialista alemán Wilhelm Liebknecht, recaudando dinero para el Partido Socialdemócrata de Alemania.
Durante el año 1886, Marx y Aveling recorrieron 35 ciudades de Estados Unidos invitados por el Partido Socialista Laborista. Eleanor Marx hablaba sobre la situación en el trabajo de las mujeres obreras. El movimiento sindical estadounidense era un hervidero, coincidiendo además con el encarcelamiento de los mártires de Chicago, que fueron fusilados aquel año.
La gira fue un éxito, pero al final hubo unas denuncias contra Aveling, que derrochó parte del dinero del Partido Socialista Laborista en gastos superfluos. 
A finales del decenio de 1880, la Liga Socialista estaba profundamente dividida entre los que abogaban por la acción política y sus oponentes, que a su vez estaban divididos entre aquellos que, como William Morris, consideraban que las campañas parlamentarias representaban compromisos y corrupciones inevitables, y un ala anarquista que se oponía por principio a toda política electoral. Marx y Aveling, como firmes defensores del principio de la participación en las campañas políticas, se encontraron en una incómoda minoría en el partido. En la 4.ª Conferencia Anual de la Liga Socialista la rama de Bloomsbury, a la que pertenecían Marx y Aveling, propuso que se convocara una reunión de todos los organismos socialistas para discutir la formación de una organización unida. Esta resolución fue rechazada por un margen sustancial, al igual que otra presentada por la misma rama en apoyo de la disputa de escaños en las elecciones locales y parlamentarias. Además, la Liga Socialista suspendió en esta ocasión a los 80 miembros de la rama de Bloomsbury, alegando que el grupo había presentado candidatos conjuntamente con el SDF, en contra de la política del partido. La rama de Bloomsbury salió así de la Liga Socialista para una nueva, aunque breve, existencia independiente como la Sociedad Socialista de Bloomsbury.

### Domingo Sangriento (Londres)
Junto con muchos otros socialistas líderes, Eleanor Marx tomó un papel activo en la organización de la manifestación de Londres del 13 de noviembre de 1887 que resultó en la supresión del Domingo Sangriento (1887). Hubo otras manifestaciones después, con Marx instando a la línea radical. Después del Domingo Sangriento, escribió un informe sobre el tratamiento brutal de mujeres activistas y manifestantes a manos de la policía, condenando sus acciones de atacar a las mujeres.
En 1893, Keir Hardie fundó el Partido Laborista Independiente (ILP). Marx asistió a la conferencia de fundación como observadora, mientras que Aveling era un delegado. Su objetivo de cambiar las posiciones del ILP hacia el marxismo fracasó, sin embargo, ya que el partido permaneció bajo una fuerte influencia socialista cristiana. En 1897, Marx y Aveling se reincorporaron a la Federación Socialdemócrata, como la mayoría de los antiguos miembros de la Liga Socialista.

### Trabajos de traducción
Tras ser admitida en la Sala de Lectura del Museo Británico, Eleanor Marx comenzó a trabajar como traductora remunerada a finales de 1870. Pasó muchos días tomando información y trabajando en sus traducciones. A finales de 1880, realizó la primera traducción al inglés de Madame Bovary de Gustave Flaubert. También tradujo al alemán Reuben Sachs de Amy Levy. Estuvo involucrada como traductora o editora en 14 obras conocidas.

### Participación en el  teatro
En la década de 1880, Eleanor Marx se interesó más por el teatro y se dedicó a la actuación  Era una gran defensora de las obras de Henrik Ibsen y creía que el teatro podía desempeñar un papel importante en el rechazo de los puntos de vista tradicionales del amor y el matrimonio y como medio para propagar el socialismo En 1886, realizó una lectura innovadora, aunque críticamente infructuosa, de Casa de muñecas de Henrik Ibsen en Londres, con ella misma como Nora Helmer, Aveling como Torvald Helmer y George Bernard Shaw como Krogstad.
Aprendió expresamente el noruego para traducir las obras de Ibsen al inglés, y en 1888, fue la primera en traducir An Enemy of Society. Dos años después, la obra fue revisada y rebautizada "Un enemigo del pueblo" por William Archer. Marx también tradujo La dama del mar de Ibsen en 1890.

### Muerte

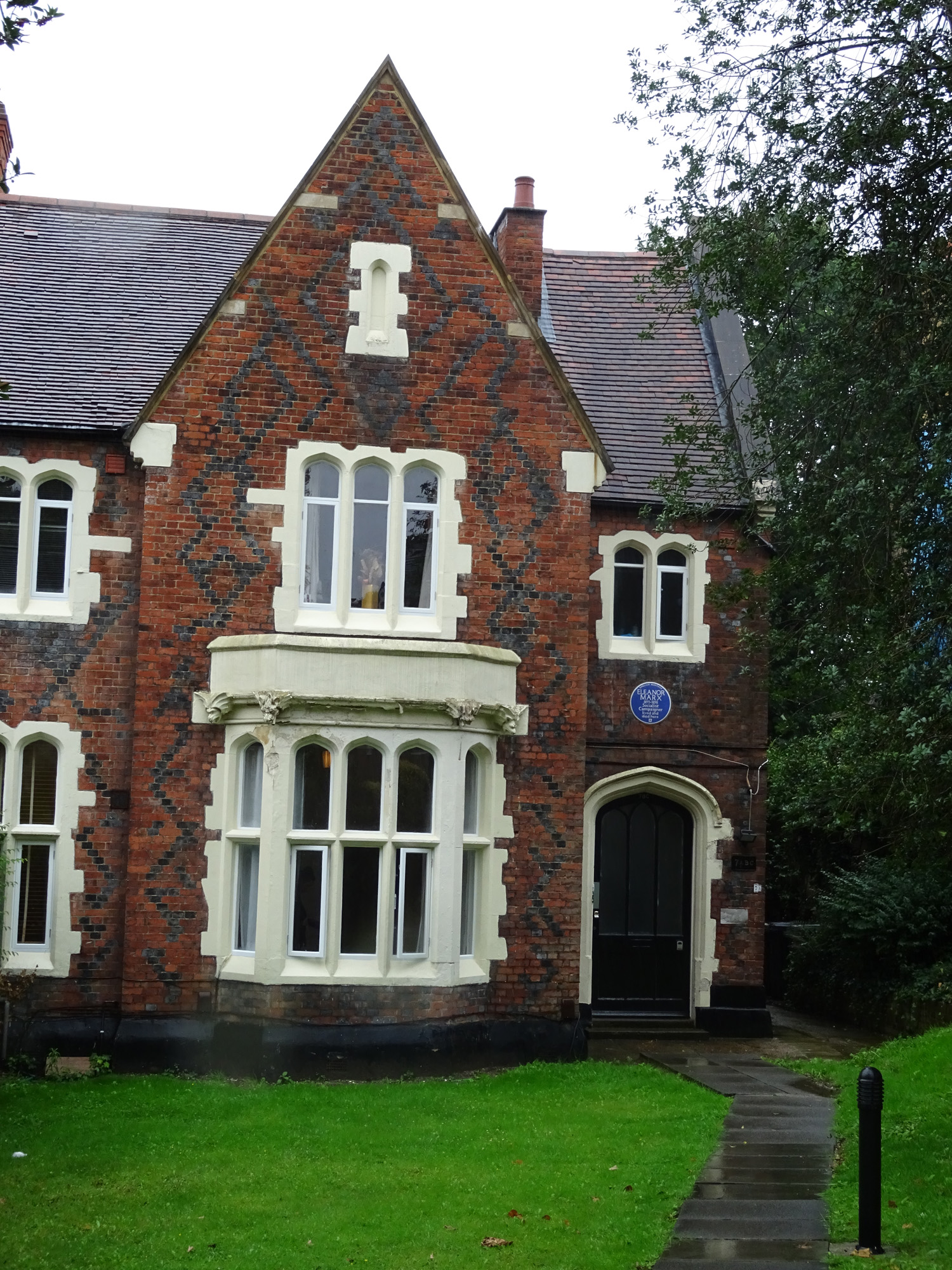
Placa azul en la casa de Eleanor Marx en 7 Jew's Walk, Sydenham.

En 1898, Eleanor descubrió que Edward Aveling, enfermo, se había casado en secreto con una joven actriz, con quien seguía comprometido. La enfermedad de Aveling le parecía terminal, y Eleanor estaba profundamente deprimida por la falta de fe del hombre que amaba.
El 31 de marzo de 1898, Eleanor envió a su doncella al farmacéutico local con una nota en la que firmó las iniciales del hombre que el químico conocía como "Dr. Aveling", pidiendo cloroformo (algunas fuentes dicen "padiorium") y una pequeña cantidad de cianuro de hidrógeno (entonces llamado "ácido prúsico") para su perro. Al recibir el paquete, Eleanor firmó un recibo por los venenos y envió a la doncella a las farmacias para que devolviera el talonario de recibos. Eleanor luego se retiró a su habitación, escribió dos breves notas de suicidio, se desnudó, se metió en la cama y se tragó el veneno.
La doncella descubrió a Eleanor en la cama, sin apenas respirar, cuando regresó. Se llamó a un médico, pero Eleanor había muerto cuando él llegó. Tenía 43 años. Un examen post mortem determinó que la causa de la muerte fue veneno. La investigación posterior de un forense emitió un veredicto de "suicidio mientras estaba en un estado de locura temporal", aclarando a Aveling de irregularidades criminales, pero fue ampliamente vilipendiado en toda la comunidad socialista por haber causado que Eleanor se quitara la vida. George Bernard Shaw escribió que tenía "la cara y los ojos de un lagarto y una voz como un bombardino". Otros camaradas lo encontraron "repulsivo", o como "un comediante de mala calidad".
El 5 de abril de 1898 se celebró un funeral en una sala de la estación de tren London Necropolis en Waterloo, al que asistió una gran multitud de dolientes. Los discursos estuvieron a cargo de Aveling, Robert Banner, Eduard Bernstein, Pete Curran, Henry Hyndman y Will Thorne. Bernstein también defendió a la señora Marx tras su muerte en un artículo de la Die Neue Zeit de sus acusaciones oponentes al socialismo. Después del memorial, el cuerpo de Eleanor Marx fue trasladado por ferrocarril a Woking y fue incinerado. Una urna que contenía sus cenizas fue posteriormente mantenida a salvo por una sucesión de organizaciones de izquierda, incluida la Federación Socialdemócrata, el Partido Socialista Británico y el Partido Comunista de Gran Bretaña, antes de finalmente ser enterrado junto a los restos de Karl Marx y otros miembros de la familia en la tumba de Karl Marx en el cementerio de Highgate en Londres en 1956.

## Conmemoraciones
El 9 de septiembre de 2008 se colocó una placa azul del Patrimonio Inglés en la casa de 7 Jewish Walk, Sydenham, al sureste de Londres, donde Eleanor pasó los últimos años de su vida.
El 5 de septiembre de 2020 se estrenó la película biográfica Miss Marx dirigida por Susanna Nicchiarelli y protagonizada por Romola Garai sobre la vida de Elenor en el Festival de Cine de Venecia.

## Publicaciones

### Libros
- The Factory Hell. Con Edward Aveling. London: Socialist League Office, 1885.
- The Woman Question. Con Edward Aveling. London: Swan Sonnenschein & Co., 1886.
- Shelley's Socialism: Two Lectures. London: 1888.
- Israel Zangwill / Eleanor Marx: "A doll's house". London ("Time", 1891).
- The Working Class Movement in America. Con Edward Aveling. London: Swan Sonnenschein & Co., 1891.
- The Working Class Movement in England: A Brief Historical Sketch Originally Written for the "Voles lexicon" Edited by Emmanuel Wurm. London: Twentieth Century Press, 1896.

### Traducciones de textos de Eleanor Marx al castellano
- La pregunta por la mujer desde una perspectiva socialista & otros textos sobre feminismo y revolución. Editado por Guillem Gómez Sesé. Libros de la Vorágine, Santiago de Chile, Barcelona, 2023.

### Traducciones de Eleanor Marx
- Edward Bernstein, Ferdinand Lassalle as a Social Reformer. London: Swan Sonnenschein & Co. 1893.
- Gustave Flaubert, Madame Bovary: Provincial Manners. Vizetelly & Co., London 1886
- Henrik Ibsen, An Enemy of the People. Walter Scott Publishing Co., London 1888
- Henrik Ibsen, The Pillars of Society and Other Plays. London: W. Scott, 1888.
- Henrik Ibsen, The Lady from the Sea.  Fisher T. Unwin, London 1890
- Henrik Ibsen, The Wild Duck: A Drama in Five Acts. W.H. Baker, Boston 1890
- Prosper-Olivier Lissagaray, History of the Commune of 1871. Reeves / Turner, London 1886
- George Plechanoff, Anarchism and Socialism. Twentieth Century Press, London 1895